# Disney Channel Games
 For alternative betydninger, se Disney Channel (flertydig). (Se også artikler, som begynder med Disney Channel)
Disney Channel Games er et program hvor kendte Disney Channel stjerner skal konkurere om at vinde en pokal

## Disney Channel Games 2008

### Hold
| Grønt Hold | Gult Hold | Rødt Hold | Blåt Hold |
| --- | --- | --- | --- |
| - David Henrie – (Hold Kaptajn) - Ambra Lo Faro - Jason Dolley - Jennifer Stone - Dylan Sprouse - Chelsea Staub - Brad Kavanagh - Clara Alonso - Joe Jonas | - Kevin Jonas – (Hold Kaptajn) - Kyle Massey - Sabrina Bryan - Kunal Sharma - Moises Arias - Andrea Guasch - Yi Chun - Selena Gomez - Martin Barlan | - Brenda Song – (Hold Kaptajn) - Adrienne Balion - Mitchel Musso - Anna Maria Perez de Tagle - Deniz Akdeniz - Jason Earles - Jake T. Austin - Jasmine Richards - Nick Jonas | - Kiely Williams – (Hold Kaptajn) - Demi Lovato - Cole Sprouse - Alyson Stoner - Shin Koyamada - Roshon Fegan - Isabella Soric - Farez bin Juraimi - Roger Gonzalez |

### Konkurrencer
| Disney Channel Games                        | Beskrivelse | Premiere        | Premiere           | Vindende Hold |
| ------------------------------------------- | --- | --------------- | ------------------ | ------------- |
| Chariot of Champions                        | Alle holdene skal bygge en vogn, og komme først over målstregen med den.                                                      | 27. juli 2008   | 16. august 2008    | Blåt Hold     |
| Hang Tight!                                 | (Kommer Snart) | 2. august 2008  | 23. august 2008    | Gult Hold     |
| Baby Face Off                               | (Kommer Snart) | 9. august 2008  | 30. august 2008    | Rødt Hold     |
| Foos It or Loose It                         | (Kommer Snart) | 16. august 2008 | 6. september 2008  | Gult Hold     |
| UltraMegaUltimateObstacular Relay Challenge | Den sidste Disney Channel Games 2008 Udfordring, en af de største forhendringsbaner der er vist i noget Disney Channel Games! | 30. august 2008 | 13. september 2008 | Rødt Hold     |

### Statistik
|  | Holdene    | Uge 1 | Uge 2 | Uge 3 | Uge 4 | Uge 5 | Total |
|  | ---------- | ----- | ----- | ----- | ----- | ----- | ----- |
|  | Rødt Hold  | 10    | 10    | 20    | 15    | 20    | 75    |
|  | Gult Hold  | 5     | 20    | 10    | 20    | 15    | 70    |
|  | Blåt Hold  | 20    | 5     | 15    | 10    | 5     | 55    |
|  | Grønt Hold | 15    | 15    | 5     | 10    | 10    | 55    |

Udklip fra forskellige Disney Channel Games